# Остратице
Остратице (слч. Ostratice) насељено је мјесто са административним статусом сеоске општине (слч. obec) у округу Партизанске, у Тренчинском крају, Словачка Република.

## Становништво
| Година:    | 1994. | 2004.   | 2014.   | 2024.   |
| ---------- | ----- | ------- | ------- | ------- |
| Број људи: | 758   | 802     | 837     | 779     |
| Разлика:   |       | +5,80 % | +4,36 % | -6,92 % |

| Година:    | 2023. | 2024.   |
| ---------- | ----- | ------- |
| Број људи: | 790   | 779     |
| Разлика:   |       | -1,39 % |

Према подацима о броју становника из 2011. године насеље је имало 855 становника.

## Значајне особе
- Антон Марија Вацвал (1908—2000), СДБ, римокатолички свештеник и историчар.[6]